# Bowes Park (stacja kolejowa)
Bowes Park (kod stacji: BOP) – stacja kolejowa w Londynie, na terenie London Borough of Haringey, zarządzana i obsługiwana przez First Capital Connect. W roku statystycznym 2008-09 skorzystało z niej ok. 559 tysięcy pasażerów.

## Galeria

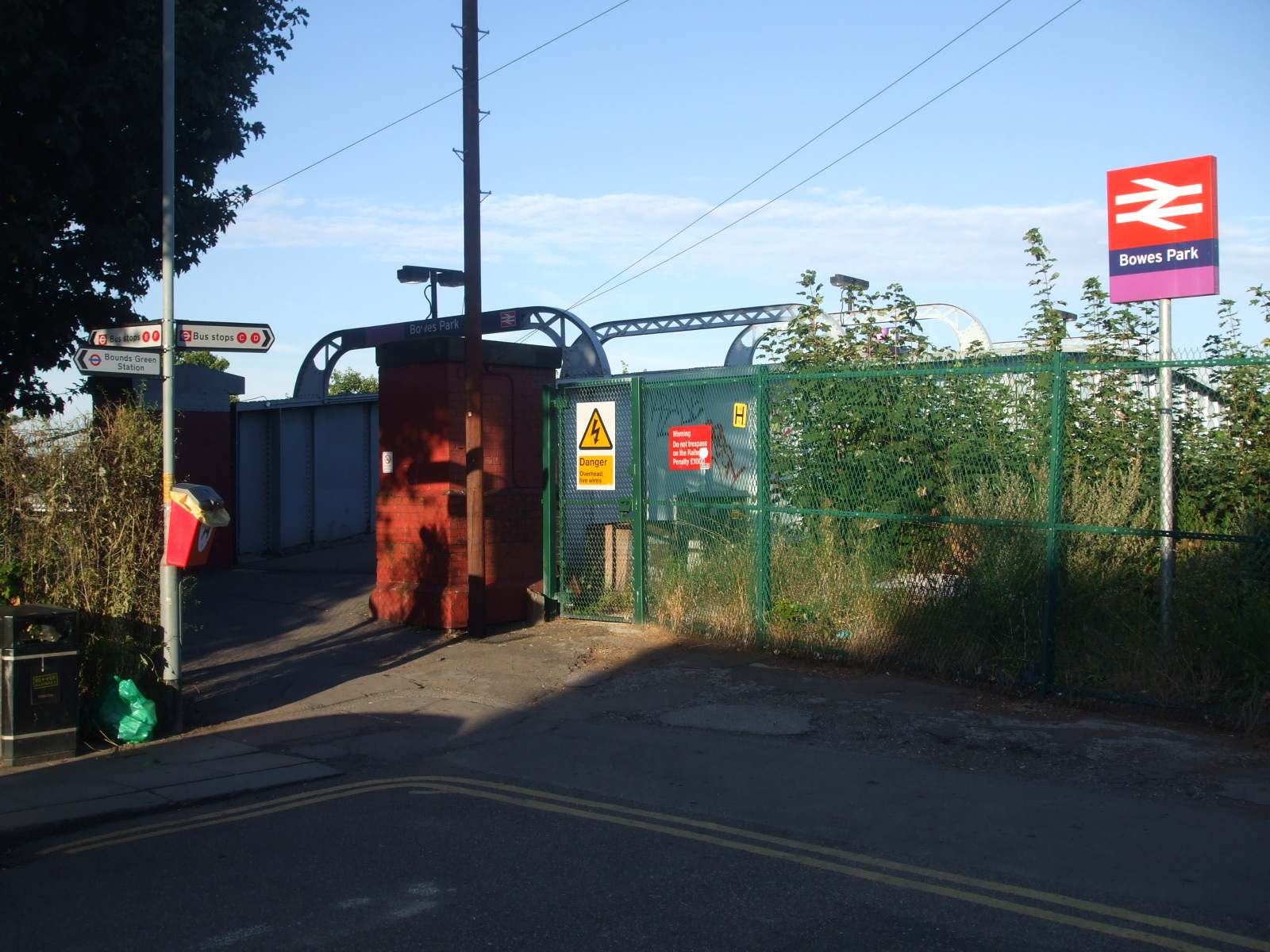
Wejście na stację
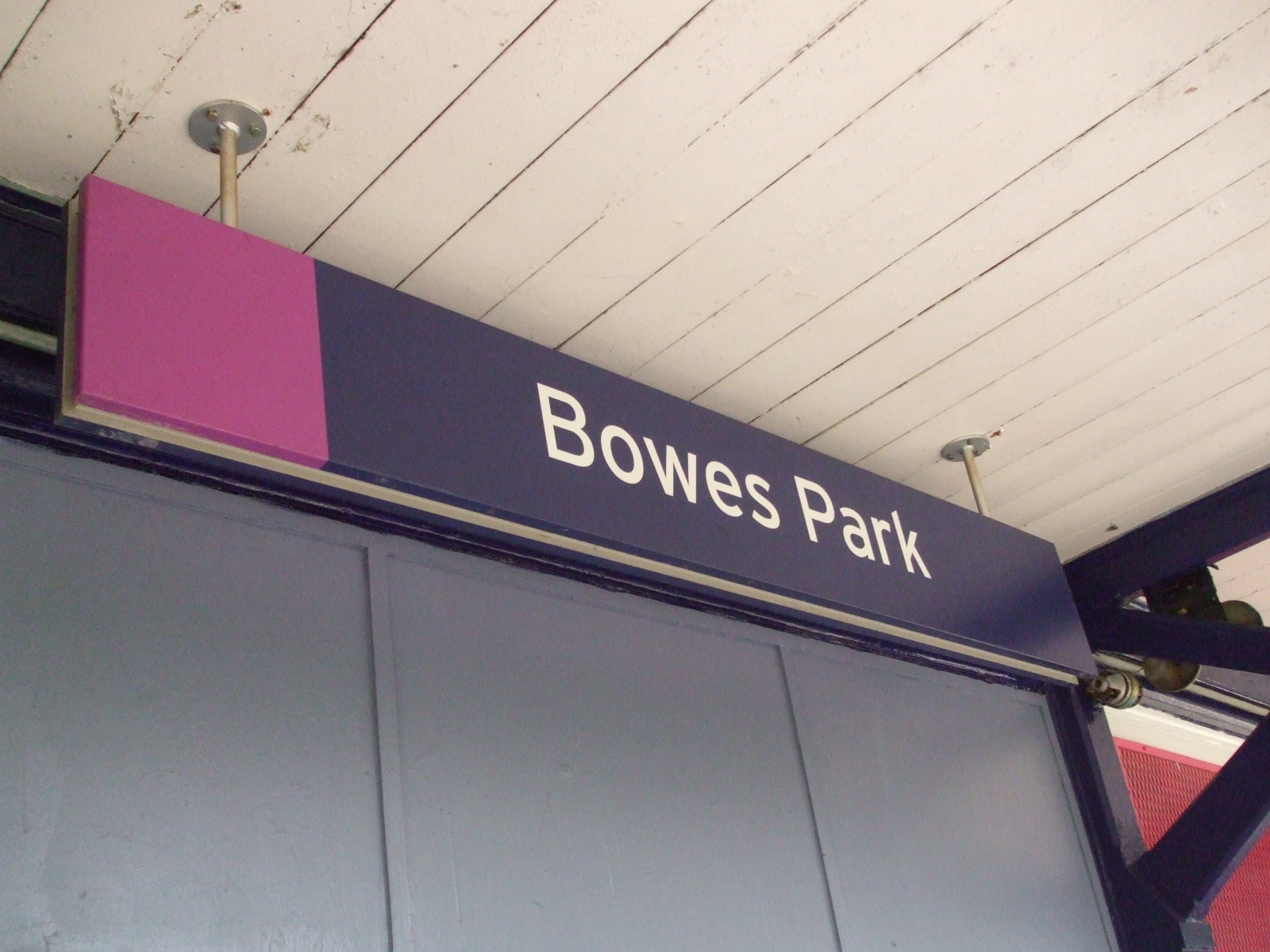
Tablica z nazwą stacji
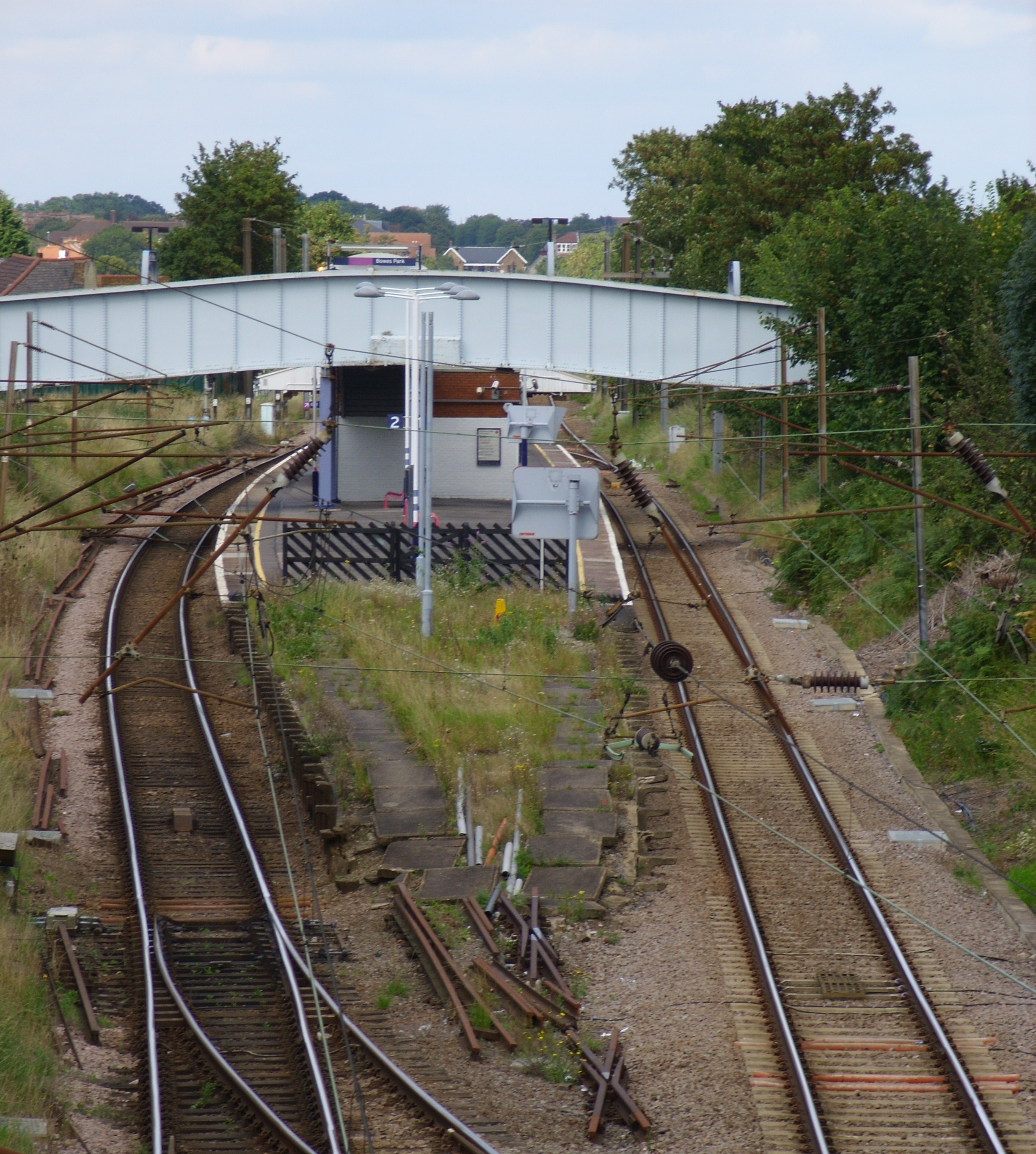
Perony stacji widziane z odległości
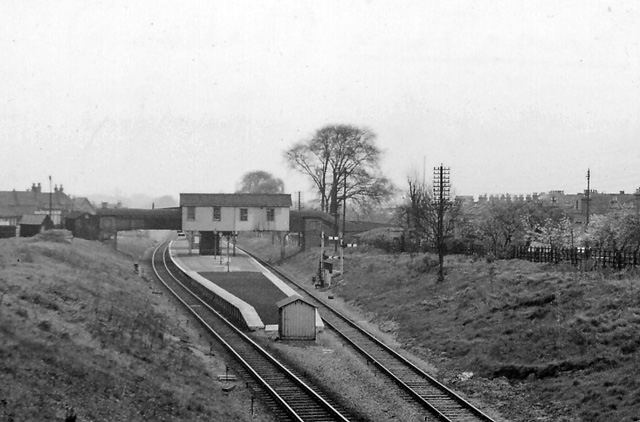
Stacja w 1961 roku